# Adolphe Delamare
Pour les articles homonymes, voir Delamare.
Adolphe Hedwige Alphonse Delamare (Paris, 8 août 1793 - Paris, 4 février 1861) est un officier, dessinateur et archéologue français.

## Biographie
Polytechnicien, officier, il rejoint la Commission d'exploration scientifique d'Algérie (1839-1850) où il demeure de 1830 à 1835, de 1839 à 1845 puis de 1850 à 1851. Il est successivement chargé du dessin (2 500 dessins produits), puis membre adjoint, puis titulaire de la Commission.
Il est membre résidant de la Société nationale des antiquaires de France à partir de 1850.

## Œuvres
On lui doit des articles dans des revues d'archéologie telles les Mémoires de la Société des antiquaires de France ou la Revue archéologique ainsi que :
- Note sur un bas-relief trouvé à Djamila (Cuiculum), Leleux, 1849
- Exploration scientifique de l'Algérie, Imprimerie Nationale, 1850 ([PDF] Lire en ligne)
- Recherches sur l'ancienne ville de Lambèse, Crapelet, 1850